# Henri Lutz
 (octobre 2015).
Pour les articles homonymes, voir Lutz.
Œuvres principales
- Inès de las Sierras, opéra
- Rolande, opéra
- Vlasta, opéra
- La Bonne Etoile, opéra

Henri Lutz (Biarritz le 29 mars 1864 - Paris 9 septembre 1919) est un compositeur français et enseignant.
Lutz a étudié de 1880 à 1885 à l'École de Louis Niedermeyer avec Eugène Gigout et Clément Loret, puis avec Ernest Guiraud au Conservatoire national de musique et de déclamation. En 1890, il a obtenu avec la cantate Cléopâtre d'après un texte de Fernand Beissier le Second Grand Prix de Rome. Il a occupé pendant de nombreuses années le poste de Directeur des études musicales à l'École Niedermeyer.
À côté de ses œuvres pour piano, il a composé plusieurs opéras et œuvres symphoniques, qui ont été données aux Concerts Colonne ou aux Concerts Lamoureux.

## Œuvres
- La cœur de Hialmar, UA 1895
- Stella (d'après un poème de Victor Hugo), UA 1897
- L'Île engloutie, poème symphonique, UA 1914
- Poème pour orchestre et violon principal
- Fantaisie japonaise pour clavier, violon, violoncelle et flûte
- Lumen, symphonie
- Conte symphonique
- Rapsodie havanaise pour orchestre
- Emeraude, Ode symphonique
- Rêveries, Variations symphoniques
- Chanson de l'eau pour clavier
- Le Bois sacré pour clavier
- Inès de las Sierras, opéra
- Rolande, opéra
- Vlasta, opéra
- La Bonne Etoile, opéra